# Amantes da realeza britânica

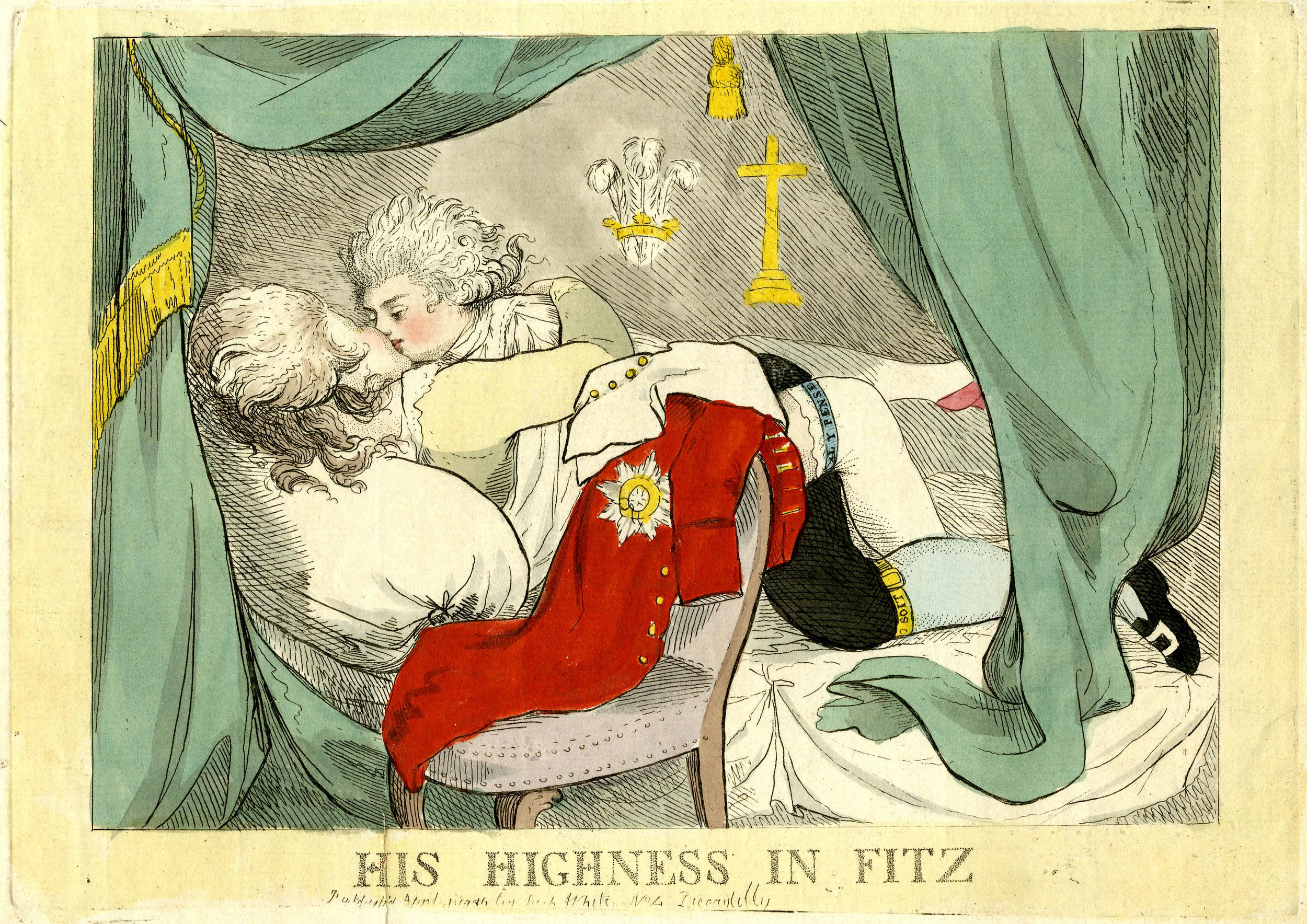
His Highness in Fitz, caricatura de 1786 representando o rei Jorge IV e sua amante Maria Fitzherbert em uma relação sexual.

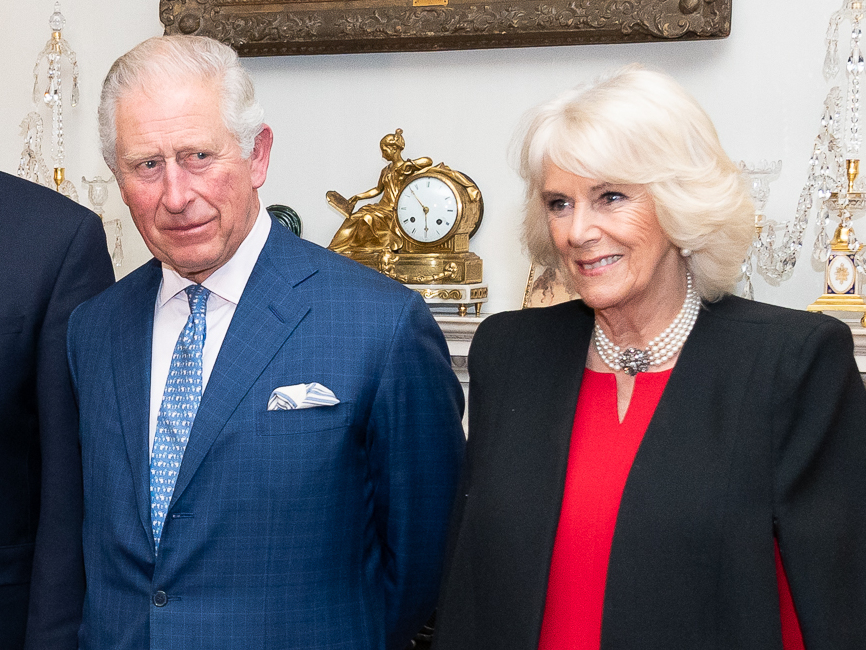
Charles e Camilla Shand. O relacionamento extraconjugal deles tornou-se internacionalmente conhecido na década de 1990, levando o príncipe a divorciar-se da então esposa, a princesa Diana.

Essa é uma lista de amantes da realeza britânica desde a formação do Reino da Grã-Bretanha, através do Tratado de União de 1707, até o presente. Estão listados amantes reais (mulheres ou homens) de monarcas, príncipes e duques britânicos. Apenas indivíduos que são citados em documentos oficiais, testamentos, julgamentos ou foram bibliograficamente mencionados como amantes reais estão listados, personalidades apontadas pela imprensa rosa ou tabloides não aparecem na lista.
A prática de monarcas possuírem amantes reais foi comum durante séculos na história da Grã-Bretanha. Por muito tempo era hábito que membros da realeza despossasem somente seus pares. De modo que, enquanto as esposas e/ou maridos dos monarcas desepenhavam um institucional e dinástico, o envolvimento de caráter puramente romântico era reservado as amantes. No entanto, ao longo da história, muitos amantes reais exerceram influência sobre o monarca, estendendo-se até mesmo aos assuntos de Estado.

## Lista de amantes reais

### Ana da Grã-Bretanha
| Nome           | Imagem | Nota | Referência        |
| -------------- | ------ | --- | ----------------- |
| Abigail Masham |        | Tornou-se amante da rainha Ana após sua chegada na corte em julho de 1708. Apesar de historiadores modernos concluírem que existia uma relação sexual entre Ana e Abigail, muitos rejeitam essa análise e tratam o fato como propaganda whig. | [ 1 ] [ 2 ] [ 3 ] |

### Jorge I da Grã-Bretanha
| Nome                         | Imagem | Nota | Referência |
| ---------------------------- | ------ | --- | ---------- |
| Melusine von der Schulenburg |        | Ela se tornou a amante do rei Jorge I, em 1691; eles tiveram três filhas, Anna Luise Sophie, Petronilla Melusina, e Margarethe Gertrud, as quais nunca foram reconhecidas publicamente. | [ 4 ]      |

### Jorge II da Grã-Bretanha
| Nome                 | Imagem | Nota | Referência  |
| -------------------- | ------ | --- | ----------- |
| Henrietta Howard     |        | Henrietta conheceu e tornou-se amante do futuro rei Jorge II e foi nomeada Camareira da sua esposa, a princesa Carolina de Ansbach. Em 1723, o príncipe fez um acordo financeiro com o marido de Henrietta em troca dos seus serviços como amante real. | [ 5 ]       |
| Amalie von Wallmoden |        | Foi amante do rei Jorge II entre meados de 1730 e a morte do monarca em 1760 e acredita-se que terá sido ele o pai do seu filho Johann Ludwig von Wallmoden.                                                                                            | [ 6 ] [ 7 ] |

### Frederico, Príncipe de Gales
| Nome          | Imagem | Nota | Referência           |
| ------------- | ------ | --- | -------------------- |
| Jane Hamilton |        | Jane Hamilton era amante de Frederico, Príncipe de Gales e Primeira Dama do quarto de dormir e Guardiã da bolsa privada de Augusta de Saxe-Gota, esposa do príncipe. | [ 8 ] [ 9 ] [ 10 ]   |
| Anne Vane     |        | O Príncipe de Gales fez de Vane sua amante em 1729 e a reconheceu-a publicamente numa recepção em sua casa na Soho Square. | [ 11 ]               |
| John Hervey   |        | O Príncipe de Gales e Hervey mantiveram relações sexuais desde a chegada do príncipe a Grã-Bretanha, em 1729, e chegaram a compartilhar a mesma amante, Anne Vane (acima). Hervey também manteve um relacionamento amoroso com a irmã do Príncipe de Gales, a princesa Carolina da Grã-Bretanha. | [ 12 ] [ 13 ] [ 14 ] |

### Guilherme Henrique, Duque de Gloucester e Edimburgo
| Nome          | Imagem | Nota | Referência |
| ------------- | ------ | --- | ---------- |
| Maria Walpole |        | Walpole foi amante do príncipe Guilherme Henrique, duque de Gloucester, irmão do rei Jorge III, desde 1764, casando-se em segredo com ele em 1766. Este casamento, bem como o de outro irmão seu, o duque de Cumberland, levou à criação do Decreto de Casamentos Reais de 1772, que exigia que todos os descentes do rei Jorge II pedissem autorização ao rei antes de se casar. Contudo, estas regras não tinham efeitos retroactivos, por isso o casamento de Maria com Guilherme Henrique foi considerado legal pelo parlamento. | [ 15 ]     |

### Henrique, Duque de Cumberland e Strathearn
| Nome         | Imagem | Nota | Referência |
| ------------ | ------ | --- | ---------- |
| Ana Luttrell |        | Luttrell foi amante do príncipe Henrique, duque de Cumberland, irmão do rei Jorge III, e casou-se em segredo com ele em 1771. Este casamento levou à criação do Decreto de Casamentos Reais de 1772, que exigia que todos os descentes do rei Jorge II pedissem autorização ao rei antes de se casar. Contudo, estas regras não tinham efeitos retroactivos, por isso o casamento de Ana com Henrique foi considerado legal pelo parlamento. | [ 16 ]     |

### Jorge IV do Reino Unido
| Nome                            | Imagem | Nota | Referência                  |
| ------------------------------- | ------ | --- | --------------------------- |
| Maria Fitzherbert               |        | Fitzherbert, já duas vezes viúva e católica, foi apresentada ao príncipe de Gales na primavera de 1784. A partir de então, Fitzherbert e o príncipe tornaram-se amantes. Em 1785, eles secretamente contraíram um casamento que era inválido sob a lei civil inglesa porque seu pai, o rei Jorge III, não havia consentido, bem como porque o Declaração de Direitos de 1689 proibia casamentos entre membros da família real britânica e católicos. Em 1794, após muito pressão, o príncipe informou Fitzherbert por carta que seu relacionamento estava acabado, pois estava sendo obrigado a casar-se com a princesa Carolina de Brunsvique. Em 1798, o príncipe tentou uma reconciliação, mas Fitzherbert não estava interessada. Quando já era rei, Jorge IV ofecereu a Fitzherbert o título de "Duquesa" o qual ela recusou, causando a revolta do rei. Quando Jorge IV encontrava-se moribundo, Fitzherbert se reconciliou com ele e, após sua morte, vestiu trajas de viúva.                                                                                         | [ 17 ]                      |
| Mary Robinson                   |        | Poetisa e atriz, Robinson atraiu a atenção do jovem príncipe de Gales, mais tarde rei Jorge IV, em 1779, durante a apresentação da peça Conto do Inverno, na qual ela interpretava a personagem Perdita. Ele ofereceu-lhe 20.000 libras para ela tornar-se sua amante. Robinson foi a primeira amante pública do rei Jorge IV enquanto ele ainda era príncipe de Gales. Seu caso com o príncipe encerrou-se em 1781, mas a quantia oferecida a Robison para tornar-se amante de Jorge nunca foi integralmente paga. Robinson recebeu uma pensão da Coroa (mas raramente paga), em troca de algumas cartas escritas pelo príncipe. Após seu caso com o jovem príncipe de Gales, ela tornou-se famosa por seus passeios em suas carruagens extravagantes e sua percepção de celebridade pelo público. | [ 18 ] [ 19 ] [ 20 ] [ 21 ] |
| Grace Elliott                   |        | Casada com Sir John Eliot, médico do príncipe de Gales, Grace conheceu Jorge em 1782, mesmo ano em que se tornaram amantes e supostamente tiveram uma filha ilegítima, Georgiana Augusta Frederica Seymour. O príncipe apresentou-a ao seu amigo Luís Filipe, o duque de Orléans, em 1784 e em 1786, Elliott fixou residência permanente em Paris e se tornou uma das amantes reconhecidas do duque. Durante este período, Elliott também envolveu-se com o duque de Fitz-James e o príncipe de Condé. | [ 22 ] [ 23 ]               |
| Frances Villiers                |        | Foi uma das mais notáveis entre as muitas amantes do rei Jorge IV quando ele ainda era príncipe de Gales. Tendo encorajado o príncipe a separar-se de outra amante, Maria Fitzherbert, e se casar com a prima, Carolina de Brunsvique, Lady Jersey gozava do favor da rainha Carlota e nem mesmo o descontentamento de Jorge III foi suficiente para ameaçar sua posição. Em 1794 foi nomeada "Senhora do Quarto" de Carolina, a nova princesa de Gales. Por volta de 1803, sua posição anteriormente indiscutível como amante chefe do príncipe de Gales foi desafiada por Isabella Ingram-Seymour-Conway, Marquesa de Hertford. Em 1807, ela substituiu Lady Jersey como amante, fazendo com que ela perdesse sua posição na Corte, na qual jamais retornaria. | [ 24 ]                      |
| Olga Zherebtsova                |        | Nobre russa que recebeu 10.000 libras para tornar-se amante do então Príncipe de Gales, futuro rei Jorge IV. Supostamente, ela deu à luz um filho do príncipe, nomeado George Nord, em homenagem ao seu suposto pai. | [ 25 ] [ 26 ] [ 27 ]        |
| Isabella Ingram- Seymour-Conway |        | Descrita como "alta, bonita e elegante", ela chamou a atenção do Príncipe de Gales provavelmente em um baile ou concerto na Manchester House, a casa londrina dos Hertfords, e tornou-se sua amante. Como consequência, Jorge era um hóspede frequente em Hertford House, a residência do marquês em Londres, e em Ragley Hall, no condado de Warwickshire. Um membro do Partido Tory, ela usou de sua influência para persuadir o herdeiro do trono a se aproximar dos Tories, e se afastar do Partido Whig, além de usar a sua residência londrina como sede de reunião dos simpatizantes do partido Tory. Devido a isso, a marquesa de Herford foi criticada na Câmara dos Lordes e também na imprensa, por conta da influência que exercia sob o amante. Ela foi objeto de sátiras, como as de autoria de George Cruikshank, além de outros. O relacionamento de Isabella e Jorge terminou em 1819, quando ele era o príncipe regente em nome do pai, Jorge III, após Jorge passar a dar sua atenção para Elizabeth Conyngham (abaixo), que se tornou sua última amante. | [ 28 ] [ 29 ] [ 30 ] [ 31 ] |
| Elizabeth Conyngham             |        | Foi uma cortesã e nobre inglesa. Ela é creditada como tendo sido a última das amante do rei Jorge IV. Casada com o futuro Marquês de Conyngham, Elizabeth, de acordo com Duque de Wellington, tinha decidido em 1806 se tornar amante do Príncipe de Gales, o futuro rei Jorge IV. Ela provavelmente se tornou sua amante em 1819, quando ele era príncipe regente, mas finalmente suplantou sua antecessora, Isabella Ingram-Seymour-Conway, Marquesa de Hertford (acima), depois que ele se tornou rei em 1820. A ligação de Lady Conyngham com o rei beneficiou sua família. Seu marido foi elevado ao posto de marquês no Pariato do Reino Unido e empossado no Conselho Privado, nas honras de coroação de 1821. Ele também recebeu vários outros cargos, incluindo Senhor Mordomo da Casa Real e a Lorde Tenente do Castelo de Windsor. O seu filho Henry foi nomeado Mestre das Vestes e Primeiro Mormodo da Corte. | [ 32 ] [ 33 ]               |

### Rainha Carolina
| Nome               | Imagem | Nota | Referência           |
| ------------------ | ------ | --- | -------------------- |
| Bartolomeo Pergami |        | Bartolomeo Pergami, um italiano, conheceu a rainha Carolina em 1814, quando ela contratou-o como criado após deixar a Inglaterra e mudar-se para Itália. Na altura, apesar de serem incompatíveis, a rainha ainda estava casada com o Jorge IV, com quem não compartilhava o leito desde a lua de mel. Em inícios de 1816, Carolina e Pergami partiram num cruzeiro pelo Mediterrâneo. Nesta altura, Carolina e Pergami comiam as suas refeições juntos abertamente e corria o rumor de que os dois eram amantes. Em 1820, o parlamento apresentou um projecto de lei intitulado "Projecto de Lei das Dores e Penalidades de 1820", para retirar o título de rainha-consorte a Carolina e dissolver o seu casamento. Dizia-se que Carolina tinha cometido adultério com um homem de origem humilde: Bartolomeo Pergami. Várias testemunhas, tais como Theodore Majocchi, foram chamadas durante a leitura do projecto que se tornou efectivamente no julgamento público da rainha. O julgamento causou grande sensação à medida que os pormenores da familiaridade de Carolina com Pergami eram revelados. As testemunhas revelaram que o casal tinha dormido no mesmo quarto, que se tinha beijado e que tinham estado juntos sem roupa. O projecto-de-lei foi aprovado na Câmara dos Lordes, mas não foi entregue na Câmara dos Comuns, uma vez que não havia grandes hipóteses de os Comuns o aprovarem. Carolina foi impedida de ser coroada pelo marido, adoecendo e morrendo logo depois. Enterrada na Aleamanha, sua sepultura tem a inscrição "Aqui jaz Carolina, Rainha Injuriada de Inglaterra". | [ 34 ] [ 35 ] [ 36 ] |

### Frederico, Duque de Iorque e Albany
| Nome             | Imagem | Nota | Referência    |
| ---------------- | ------ | --- | ------------- |
| Mary Anne Clarke |        | Foi amante do príncipe Frederico, duque de Iorque e Albany. O relacionamento deles começou em 1803, enquanto ele era comandante-em-chefe do exército. Mais tarde, em 1809, ela escreveu suas memórias que foram publicadas. | [ 37 ] [ 38 ] |

### Guilherme IV do Reino Unido
| Nome            | Imagem | Nota | Referência           |
| --------------- | ------ | --- | -------------------- |
| Dorothea Jordan |        | Ela se tornou a amante do Príncipe Guilherme, Duque de Clarence, mais tarde rei Guilherme IV, em 1791, que com ele vivia em Bushy House. Juntos, eles tiveram dez filhos ilegítimos, os quais tomaram o sobrenome “FitzClarence”. Através de sua filha, Lady Elizabeth FitzClarence, Jordan é ancestral do Duque de Fife e do Primeiro-Ministro britânico David Cameron. | [ 39 ] [ 40 ] [ 41 ] |

### Eduardo, Duque de Kent e Strathearn
| Nome              | Imagem | Nota | Referência |
| ----------------- | ------ | --- | ---------- |
| Julie St. Laurent |        | Pouco depois de sua chegada a Quebec, o príncipe Eduardo, duque de Kent e Strathearn, o quarto filho do rei Jorge III, alugou a casa do juiz Mabane por £90 por ano. Julie St. Laurent viveu com ele na Duke of Kent House, na cidade de Quebec, por três anos antes de ele ser enviado para Halifax, Nova Escócia, em 1794. | [ 42 ]     |

### Augusto Frederico, Duque de Sussex
| Nome                | Imagem | Nota | Referência |
| ------------------- | ------ | --- | ---------- |
| Lady Augusta Murray |        | Foi amante e, depois, a primeira esposa do príncipe Augusto Frederico, duque de Sussex, o sexto filho do rei Jorge III. Como o casamento não cumpria as normas do Decreto de Casamentos Reais de 1772, foi considerado ilegal aos olhos da lei e Augusta não pôde receber o título de duquesa de Sussex. Depois de 1801, o casal separou-se. Em 1806, lady Augusta recebeu uma autorização real para usar o apelido De Ameland em vez de Murray.                  | [ 43 ]     |
| Cecília Underwood   |        | Foi amante e, depois, a segunda esposa do príncipe Augusto Frederico, duque de Sussex, sexto filho de Jorge III do Reino Unido. Como o seu casamento não cumpria as normas do Decreto de Casamentos Reais de 1772, sua união foi considerada ilegal aos olhos da lei e Cecília não recebeu o título de Duquesa de Sussex ou de Princesa. Apesar de tudo, a sua sobrinha, a rainha Vitória, concedeu-lhe o título de "Duquesa de Inverness" a 10 de abril de 1840. | [ 44 ]     |

### Princesa Augusta Sofia
| Nome          | Imagem | Nota | Referência                  |
| ------------- | ------ | --- | --------------------------- |
| Brent Spencer |        | A princesa Augusta Sofia, segunda filha do rei Jorge III, conheceu Sir Brent Spencer, um oficial anglo-irlandês sênior do Exército Britânico, por volta de 1800. Ela escreveu ao seu irmão, o futuro rei Jorge IV , então Príncipe Regente, em 1812, que os dois entraram em um relacionamento por volta de 1803, enquanto Spencer estava estacionado na Inglaterra. Em 1805, ele foi nomeado escudeiro do rei. O casal conduziu seu romance com a máxima privacidade, e Augusta pediu ao Príncipe Regente em 1812 que consentisse em seu casamento com Spencer, prometendo mais discrição em seu comportamento. Embora não exista nenhum registro de casamento entre os dois, foi observado na corte de Hesse-Homburg, na época do casamento de sua irmã Isabel em 1818, que Augusta era "casada em particular". | [ 45 ] [ 46 ] [ 47 ] [ 48 ] |

### Princesa Sofia
| Nome         | Imagem | Nota | Referência           |
| ------------ | ------ | --- | -------------------- |
| Thomas Garth |        | Apesar de nunca se ter casado, existiram rumores de que Sofia tinha ficado grávida de Thomas Garth, um estribeiro do seu pai, e deu à luz um filho ilegítimo, Thomas Garth, Jr. no verão de 1800. Apareceram também rumores de que Sofia tinha sido vitima de uma violação por parte do seu irmão mais velho, o Duque de Cumberland, que era muito pouco popular, e que a criança tinha nascido do ataque. Os historiadores têm opiniões divergentes sobre a veracidade destas histórias, já que alguns acreditam que a princesa deu à luz o filho de Thomas Garth e outros consideram que os rumores não passavam de histórias inventados pelos inimigos políticos da família real. Irrefutável é o fato que Thomas tinha um grande sinal de nascimento roxo no rosto, o que levou a a irmã de Sofia, Maria, se referisse a ele como "a luz roxa do amor" e notar que "a princesa estava tão profundamente apaixonada com ele que todos conseguiam perceber. | [ 49 ] [ 50 ] [ 51 ] |

### Eduardo VII do Reino Unido
| Nome                     | Imagem | Nota | Referência                  |
| ------------------------ | ------ | --- | --------------------------- |
| Nellie Clifden           |        | Foi uma atriz irlandesa que teve um caso com o Príncipe de Gales, o futuro rei Eduardo VII do Reino Unido, antes do seu casamento com a princesa Alexandra da Dinamarca. A mãe do príncipe, a rainha Vitória, alegava que o caso entre o filho e Clifden tinha sido a causa da morte do marido, o príncipe Alberto, uma vez que ele tinha adoecido após visitar o seu filho imediatamente ao se interar de seu caso com Clifden. | [ 52 ]                      |
| Agnes Keyser             |        | Foi amante de longa data do rei Eduardo VII. De todas as amantes do rei, talvez com a excepção da socialite Jennie Jerome, Keyser era a mais aceita pelos círculos reais, incluindo até mesmo pela esposa do rei, a princesa Alexandra da Dinamarca. Permeneceu fiel a Eduardo até à morte dele em 1910. | [ 53 ]                      |
| Alice Keppel             |        | Em 1898, Keppel de 29 anos conheceu Eduardo, Príncipe de Gales, mais tarde o rei Eduardo VII, e ela logo tornou-se sua amante. Keppel morava na 30 Portman Square, onde Eduardo a visitava regularmente; o marido dela convenientemente se ausentava durante as visitas. Por meio de sua associação real, Keppel ficou rica. O rei permitiu que amigos como Sir Ernest Cassel criassem doações que a mantiveram financeiramente segura. Em vez de dar a ela dinheiro diretamente da Bolsa Privada, o rei deu a Keppel ações em uma empresa de borracha; mais tarde, estes ganharam 50.000 libras esterlinas, o equivalente a cerca de 7,5 milhões libras esterlinas na cotação de 2008. Eduardo deixou seus próprios banqueiros e consultores financeiros administrarem seus negócios. Keppel foi mãe da escritora Violet Trefusis, famosa por seu relacionamento lésbico com a poetisa Vita Sackville-West, e bisavó materna da rainha Camilla, segunda esposa do rei Charles III e outrora também sua amante real. | [ 54 ] [ 55 ] [ 56 ]        |
| Daisy Greville           |        | Nascida na alta nobreza, descendente do rei Carlos II e de sua amante Nell Gwyn, a rainha Vitória tentou sem sucesso casar Daisy com seu filho Leopoldo. Mulher de espírito livre, ela se casou com o conde de Warwick e ambos tinham um casamento aberto. Ela e o marido eram membros do Grupo de Marlborough House, liderado pelo Príncipe de Gales, o futuro rei Eduardo VII. A partir de 1886, e seguindo os costumes dos aristocratas da época, Daisy teve várias relações extraconjugais com homens poderosos, sendo o mais famoso, o próprio Príncipe de Gales. Sua conduta pouco ortodoxa inspirou a composição da popular canção de music hall Daisy Bell. | [ 57 ] [ 58 ] [ 59 ]        |
| Lady Susan Vane- Tempest |        | Lady Susan foi dama de honra de Vitória, Princesa Real, e dois anos depois se tornou esposa de Lorde Adolphus Vane-Tempest. Ela tornou-se amante do Príncipe de Gales, mais tarde o rei Eduardo VII, por volta de 1864, após a morte de seu marido, e supostamente deu à luz seu filho ilegítimo em 1871. | [ 60 ]                      |
| Jennie Jerome            |        | A casada Jennie conheceu o Príncipe de Gales, o futuro rei Eduardo VII, em uma regata de vela na Ilha de Wight em agosto de 1873. Ela foi amante de Eduardo, bem como de Karl Kinsky, do rei Milan I da Sérvia e do filho mais velho do ex-chanceler alemão Otto Von Bismarck, Herbert. A rainha Alexandra gostava especialmente de sua companhia, embora Jennie tivesse se envolvido em um caso com seu marido, o rei, que era bem conhecido por Alexandra. Jennie foi a mãe do Primeiro-Ministro Winston Churchill. | [ 61 ]                      |
| Sarah Bernhardt          |        | Foi uma atriz francesa, considerada por alguns "a mais famosa atriz da história", que nos últimos anos de seu casamento, Sarah Bernhardt teria se envolvido com o Príncipe de Gales, que posteriormente veio a ser o rei Eduardo VII do Reino Unido. | [ 62 ]                      |
| Lillie Langtry           |        | Uma popular atriz britânica, o Príncipe de Gales, futuro Eduardo VII, tratou de conseguir um lugar ao lado de Lillie num jantar dado por Sir Allen Young a 24 de maio de 1877 durante o qual o marido dela esteve sentado do outro lado da mesa. Apesar de o príncipe ser casado com a princesa Alexandra da Dinamarca de quem já tinha tido seis filhos, Eduardo era bem conhecido pelos seus casos extra-conjugais e começou a interessar-se por Lillie que se tornou sua amante semi-oficial. Chegou mesmo a ser apresentada à mãe de Eduardo, a rainha Vitória e teve uma relação bastante cordial com a princesa Alexandra. | [ 63 ] [ 64 ]               |
| Rosa Lewis               |        | Foi uma cozinheira e proprietária do The Cavendish Hotel em Londres. Conhecida como a "Rainha das Cozinheiras", suas habilidades culinárias eram altamente valorizadas por Eduardo VII, com quem teve um caso na década de 1890. Ela também era chamada de "A Duquesa da Jermyn Street". | [ 65 ] [ 66 ] [ 67 ] [ 68 ] |
| Mary Cornwallis- West    |        | Tornou-se amante do futuro rei Eduardo VII aos 16 anos. Cornwallis-West tornou-se famosa por usar sua influência sobre o Príncipe de Gales arranjar casamentos para seus filhos, principalmente o casamento de sua filha mais nova, Constance Lewes, com o rico Hugh Grosvenor, 2.º Duque de Westminster. | [ 69 ] [ 70 ]               |

### Artur, Duque de Connaught e Strathearn
| Nome          | Imagem | Nota | Referência |
| ------------- | ------ | --- | ---------- |
| Leonie Leslie |        | Irmã de Jennie Jerome. Foi amante e confidente do príncipe Artur, duque de Connaught e Strathearn, terceiro filho da rainha Vitória, por décadas. | [ 71 ]     |
| Adele Capell  |        | Após enviuvar-se do Conde de Essex em 1916, iniciou um relacionamento com o príncipe Artur, duque de Connaught e Strathearn. Após o duque também tornar-se viúvo, em 1917, Capell e ele supostamente comprometeram-se, mas nenhum casamento ocorreu. | [ 72 ]     |

### Jorge, Duque de Cambridge
| Nome              | Imagem | Nota | Referência |
| ----------------- | ------ | --- | ---------- |
| Sarah Fairbrother |        | Foi uma atriz inglesa e a amante do príncipe Jorge, duque de Cambridge, um neto do rei Jorge III. Como o casal casou-se em contravenção com o Decreto de Casamentos Reais de 1772, seu casamento não foi reconhecido nos termos da lei. Como o casamento não foi legal, Sarah não poderia assumir o título de "Duquesa de Cambridge" ou o estilo de Sua Alteza Real. Em vez disso, foi conhecida como Sra. Fairbrother e posteriormente como "Sra. FitzGeorge". | [ 73 ]     |

### Eduardo VIII do Reino Unido
| Nome                        | Imagem | Nota | Referência                                |
| --------------------------- | ------ | --- | ----------------------------------------- |
| Lady Rosemary Leveson-Gower |        | Filha do duque de Sutherland, Lady Rosemary e o futuro Eduardo VIII se conheciam desde a infância, pois os pais do príncipe, o rei Jorge V e a rainha Maria, eram frequentemente convidados do duque. Eles se reencontraram na França durante a Primeira Guerra Mundial. Eles envolveram-se romanticamente e Eduardo pediu a mão de Lady Rosemary em casamento e ela aceitou. Embora o rei e a rainha gostassem de Rosemary, eles vetaram o casamento. A recusa baseou-se em dúvidas sobre a família materna da duquesa, a família St Clair-Erskine, mais especificamente em duas pessoas. A primeira era Daisy Greville, condessa de Warwick, tia-materna de Rosemary e outrota amante do defunto rei Eduardo VII, o pai do então rei Jorge V. Após a morte de seu pai, o rei Jorge teve que tomar medidas legais contra a condessa para impedir a publicação das cartas trocadas entre ela e Eduardo VII. A outra pessoa era o tio de Rosemary, James St Clair-Erskine, conde de Rosslyn. O conde foi casado três vezes e era um jogador compulsivo e falido. A monarquia considerou seus comportamentos falhos, e sua proximidade com Rosemary foi suficiente para que a permissão fosse negada. Assim que Rosemary tomou conhecimento das opiniões do rei e da rainha, declarou que de fato ela nunca quis se casar com o Príncipe de Gales. | [ 74 ] [ 75 ] [ 76 ] [ 77 ] [ 78 ] [ 79 ] |
| Marguerite Alibert          |        | Foi uma socialite e prostituta francesa. Alibert conheceu Eduardo, Príncipe de Gales, mais tarde rei Eduardo VIII, em abril de 1917 no Hôtel de Crillon em Paris. Na época, Eduardo estava na França como oficial da Guarda Granadeiro na Frente Ocidental durante a Primeira Guerra Mundial. O príncipe apaixonou-se por ela e, durante o relacionamento, escreveu muitas cartas sinceras para ela. Embora o caso tenha sido intenso enquanto durou, no final da guerra, Eduardo havia encerrado o relacionamento. | [ 80 ]                                    |
| Pinna Nesbit                |        | Foi uma atriz canadense de cinema mudo que teve um caso enquanto estava casada com o rei Eduardo VIII, na altura ainda Príncipe de Gales. | [ 81 ]                                    |
| Freda Dudley Ward           |        | Embora casada em 1913 com William Dudley Ward, Freda teve um relacionamento com Eduardo, Príncipe de Gales, de 1918 até ser substituída pela americana Thelma Furness (nascida Morgan) em 1929; Thelma apresentou Eduardo a Wallis Simpson. O relacionamento entre Ward e o Príncipe de Gales era de conhecimento comum nos círculos aristocráticos. | [ 82 ] [ 83 ]                             |
| Thelma Furness              |        | Furness conheceu o Príncipe de Gales em um baile na Londonderry House em 1926, mas eles não se encontraram novamente até o Leicestershire Agricultural Show em Leicester em 14 de junho de 1929. Eduardo a convidou para jantar e eles se encontraram regularmente até que ela se juntou a ele em um safári na África Oriental no início de 1930, época em um relacionamento romântico se desenvolveu. No retorno do príncipe à Grã-Bretanha em abril de 1930, Furness foi sua companheira regular de fim de semana no recém-adquirido Fort Belvedere até janeiro de 1934. | [ 84 ] [ 85 ] [ 86 ] [ 87 ]               |
| Wallis Simpson              |        | Foi uma socialite norte-americana e esposa futuro rei Eduardo VIII, que abdicou do trono para casar-se com ela. Wallis tornou-se a amante de Eduardo em janeiro de 1934 enquanto a outra amante de Eduardo, Thelma Furness, estava em Nova Iorque. A intenção do príncipe de casar-se com Wallis, apesar de sua condição de divorciada com dos maridos vivos causaram uma crise constitucional que levou à abdicação de Eduardo. Eduardo se casou com Wallis seis meses depois, e ela acabou se tornando formalmente a Duquesa de Windsor, sem o titulo de "Sua Alteza Real" recebendo o tratamento de "Sua Graça". | [ 88 ] [ 89 ]                             |

### Jorge VI do Reino Unido
| Nome            | Imagem | Nota | Referência                  |
| --------------- | ------ | --- | --------------------------- |
| Sheila Chisholm |        | No final de 1918, Sheila, já casada com o Lorde Loughborough, conheceu o príncipe Alberto do Reino Unido, o futuro rei Jorge VI, e ambos iniciaram um relacionamento amoroso. Em abril de 1920, a pedido do pai, o rei Jorge V, o príncipe terminou seu relacionamento com Chisholm, ainda casada, em troca do título de Duque de Iorque.                                             | [ 90 ]                      |
| Poppy Baring    |        | Em 1921, Alberto, Duque de Iorque, o futuro rei Jorge VI, apaixonou-se por Poppy. Ele propôs casamento, ela aceitou, mas a rainha Maria deixou claro que o casamento era impossível devido a má reputação da noiva. Seis anos depois, ela teve um caso com o príncipe Jorge, Duque de Kent, mas desta vez foi o rei, Jorge V, que se opôs ao romance porque Poppy não era "adequada". | [ 91 ] [ 92 ] [ 93 ] [ 94 ] |

### Henrique, Duque de Gloucester
| Nome          | Imagem | Nota | Referência    |
| ------------- | ------ | --- | ------------- |
| Beryl Markham |        | Em 1928, enquanto estava grávida do marido, Beryl teve um caso com o príncipe Henrique, duque de Gloucester, conhecido informalmente como Harry, filho do rei Jorge V. Eles se conheceram e apaixonaram-se durante uma viagem do príncipde ao Quênia. Retornando à Inglaterra, Harry instalou Beryl como sua amante no Grosvenor House Hotel, a poucos minutos a pé do Palácio de Buckingham. Jorge V tentou encerrar o caso enviando Harry em uma visita real ao Japão, mas o caso foi retomado em seu retorno à Inglaterra. Quando o marido de Beryl divorciou-se dela e ameaçou revelar as cartas privadas do príncipe Harry para sua esposa, o caso finalmente chegou ao fim. O duque e Beryl nunca mais se encontraram, embora ela tenha escrito para ele quando ele visitou o Quênia em 1950 com sua esposa, mas ele não respondeu. | [ 95 ] [ 96 ] |

### Jorge, Duque de Kent
| Nome                  | Imagem | Nota | Referência                                                      |
| --------------------- | ------ | --- | --------------------------------------------------------------- |
| Lady Mary Lygon       |        | Em junho de 1930, Lady Mary, filha do sétimo Conde Beauchamp, estava em um relacionamento amoroso com o príncipe Jorge e planos de um casamento entre ambos iniciaram-se. No entanto, os planos foram abandonados quando um escândalo sexual envolvendo o pai de Mary eclodiu em 1931, resultando no divórcio dos condes de Beauchamp. O escândalo arruinou as chances de Lady Mary se casar com o filho do rei. | [ 97 ]                                                          |
| Jessie Matthews       |        | Atriz norte-americana. Encontrou o príncipe Jorge pela primeira vez num jantar na York House; Matthews recordou que Jorge não comeu nada, parecia estar muito mal devido à bebida e possivelmente às drogas, mostrou uma fascinação bizarra pela textura de seu vestido de noite e finalmente caiu inconsciente sobre o café e os licores. Anteriormente, Matthews teve um encontro casual com o irmão de Jorge, o Príncipe de Gales. | [ 98 ] [ 99 ] [ 100 ]                                           |
| Cecil Roberts         |        | Jornalista, poeta, dramaturgo e sólido inglês. Não sabe-se como ele conheceu o príncipe Jorge, mas ambos chegaram a ser amantes na década de 1920. Roberts fazia questão de tirar vantagem do romance que teve com o príncipe, bem como Laurence Olivier, Ivor Novello, Barão Gottfried von Cramm e W. Somerset Maugham, quando estava entre amigos. | [ 101 ] [ 102 ]                                                 |
| Noël Coward           |        | Popular ator e dramaturgo britânico, Coward conheceu o príncipe Jorge quando tinha 19 anos e ambos envolveram-se romântico e sexualmente. Embora o parceiro de longa data de Coward, Graham Payn, tenha negado uma relação sexual entre ambos, o próprio Coward admitiu ao historiador Michael Thornton que ambos tinham tido "um namorico". Os serviços de segurança britânicos também supostamente relataram que Coward e Jorge foram vistos desfilando pelas ruas de Londres travestidos e uma vez foram presos pela polícia por suspeita de prostituição. Acredita-se que cartas de amor de Jorge para Coward tenham sido roubadas da casa de Coward em 1942, e que outro punhado de cartas teve de ser comprado de volta de um prostituto em Paris que o chantageava. Sobre a morte de Jorge em 1942, Coward disse: "repentinamente descobri que o amava mais do que sabia". | [ 103 ] [ 104 ] [ 105 ]                                         |
| Kiki Preston          |        | Socialite norte-americana, Kiki era conhecida nos círculos da alta sociedade como "a garota com a seringa de prata", devido ao seu vício em heroína, cocaína e morfina. Ela conheceu o príncipe Jorge, Duque de Kent, em meados da década de 1920. Em 1928, ela o apresentou à cocaína e à morfina, entre outras drogas. Alegadamente, o príncipe Jorge participativa de um ménage à trois com Preston e um argentino chamado Jorge Ferrara. Em uma tentativa de resgatar seu irmão viciado em cocaína da influência de Preston, Eduardo, Príncipe de Gales, tentou persuadir Jorge e Preston a romper seu relacionamento, mas não teve sucesso. Eventualmente, Eduardo forçou Jorge a parar de ver Preston e também forçou Preston a deixar a Inglaterra, enquanto ela estava visitando Jorge no verão de 1929. Mesmo anos depois, Eduardo temia que Jorge pudesse recair nas drogas se mantivesse seu contato com Preston. De fato, em 1932, o príncipe Jorge encontrou Preston inesperadamente em Cannes e teve que ser removido quase à força. | [ 106 ] [ 107 ] [ 108 ] [ 109 ] [ 110 ] [ 111 ] [ 112 ] [ 113 ] |
| José Evaristo Uriburu |        | Filho do embaixador da Argentina no Reino Unido, José Uriburu Tezanos, José Evaristo e o príncipe Jorge se conheceram em uma recepção diplomática na década de 1920 e iniciaram um caso amoroso. | [ 114 ] [ 115 ]                                                 |
| Margaret Campbell     |        | Socialite escocesa conhecida como a Duquesa Suja por seus ínumeros casos amorsos e divórcio com o Duque de Argyll. Jorge e Margaret tiveram um caso amoroso quando ele já era casado com a princesa Marina da Grécia e Dinamarca. | [ 116 ] [ 117 ]                                                 |

### Princesa Margaret
| Nome           | Imagem | Nota | Referência      |
| -------------- | ------ | --- | --------------- |
| Peter Townsend |        | Após a Segunda Guerra Mundial, Peter Townsend, um oficial da Força Aérea Real, palafreneiro do rei Jorge VI e divorciado, envolveu-se romanticamente com a princesa Margaret, irmã da rainha Elizabeth II. No entanto, muitos do governo acharam que Townsend seria um marido inadequado para a irmã da rainha, e a Igreja Anglicana recusou-se a aprovar o casamento entre uma princesa e um plebeu divorciado. Sob pressão, Townsend e Margaret abandonaram quaisquer planos de casamento. | [ 118 ] [ 119 ] |

### Princesa Diana
| Nome         | Imagem | Nota | Referência              |
| ------------ | ------ | --- | ----------------------- |
| James Hewitt |        | Ex-oficial de cavalaria do Exército Britânico. Ele chamou a atenção do público em meados da década de 1990, depois da princesa Diana assumir publicamente em rede nacional, através da BBC, ter traído o marido, o então Príncipe de Gales, com Hewitt. | [ 120 ] [ 121 ] [ 122 ] |

### Charles III do Reino Unido
| Nome          | Imagem | Nota | Referência |
| ------------- | ------ | --- | ---------- |
| Camilla Shand |        | Camilla e Charles III tiveram por muitos anos um relacionamento extraconjugal enquanto ele ainda era Príncipe de Gales, o que foi muito divulgado pela mídia e atraiu atenção internacional. Posteriormente, Camilla casou-se com o príncipe em 2005 e, quando da ascensão dele ao trono em 2022, tornou-se "Rainha Consorte do Reino Unido". | [ 123 ]    |